# 雜斑狗母魚
杂斑狗母鱼（学名：Synodus variegatus），又名雜斑狗母魚，俗稱花狗母、花沙嘴、石狗棍、狗母梭，为輻鰭魚綱仙女魚目合齒鱼科狗母鱼属的一種。

## 分布
本於分布于印度太平洋區，包括红海及非洲东岸、东到夏威夷、东南到社会群岛、北到日本南部以及西沙群岛、南沙群岛、台湾岛以及福建沿海等，多见于海洋沙底暗礁的地方。

## 深度
水深4至91公尺。

## 特徵
本魚體側上部有紅、黃雜斑，下腹部較白，背有淺褐色斑。背鰭、胸鰭透明有紅色斑點，臀鰭透明無斑，尾鰭上、下葉黃色透明，有若干橫斑。體呈筒狀延長，下頷略前突。背鰭位於胸鰭基底上方略後，臀鰭上方有一脂鰭。背鰭軟條11至13枚；臀鰭軟條8至10枚。側線鱗片數目約在56至61枚之間，以59枚居多。體長可達40公分。

## 生態
本魚主要棲息在水質較為透明的岩石或珊瑚礁海域的底層，或較小型的沙底海域。棲於岩石、珊瑚礁底則利用海藻從做掩護，並改變體色來偽裝；棲於沙底側半潛入沙中。以各種小魚為食，利用獵物忽略本魚的良好偽裝，失去警覺而將頭朝向自己的瞬間，立刻衝出將獵物吸入口中。

## 經濟利用
可食用，但因肉質水份多、刺也多，很少在市場販賣，將魚體切數段，淋上大蒜醬油食用。